# Berg (Turgòvia)
Berg és un municipi del cantó de Turgòvia (Suïssa), situat al districte de Weinfelden.

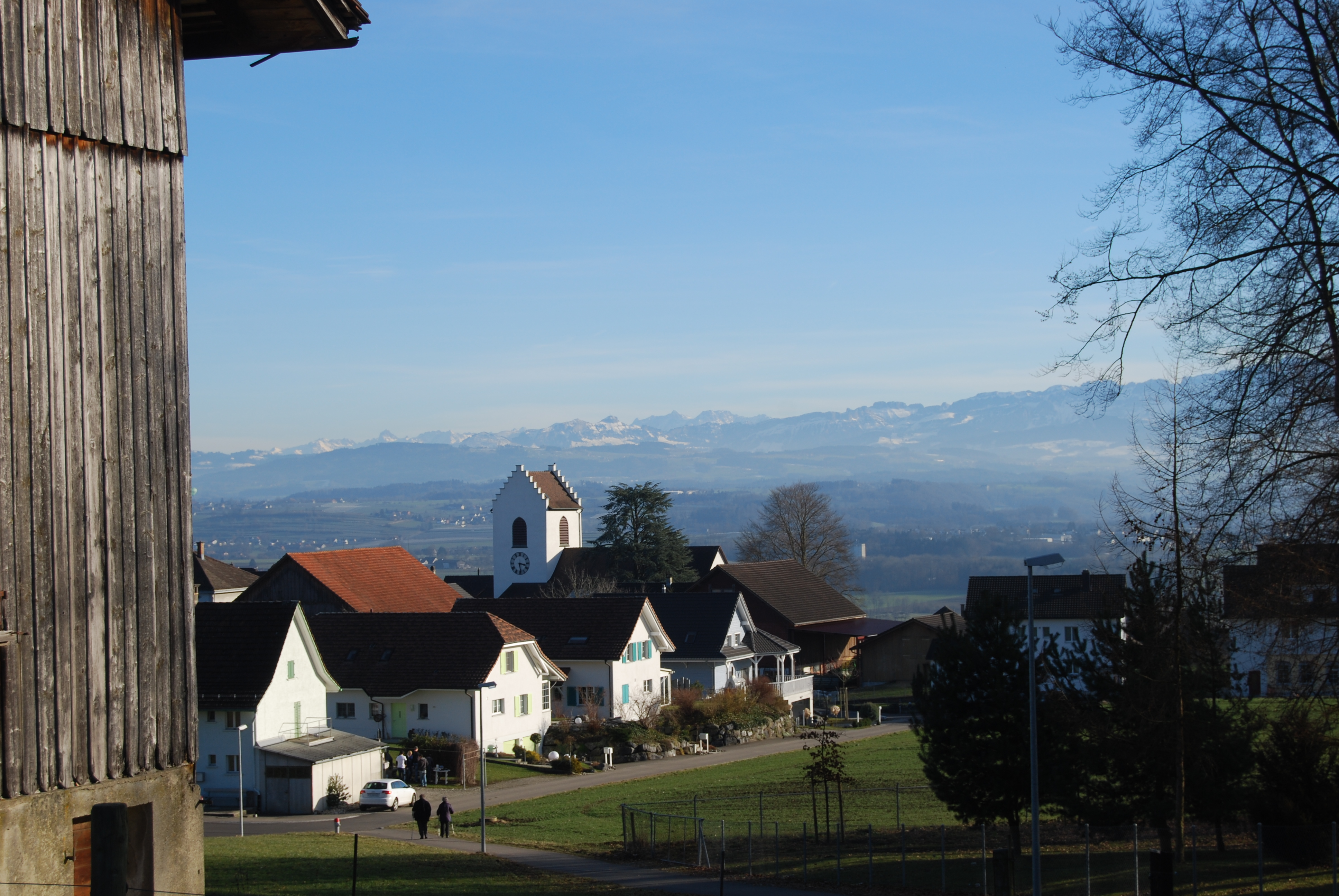
Berg